# Al-Muah
Al-Mu'ah (tiếng Ả Rập: الموعة) là một ngôi làng Syria nằm trong phó huyện Hirbnafsah ở huyện Hama. Theo Cục Thống kê Trung ương Syria (CBS), al-Mu'ah có dân số 3.776 trong cuộc điều tra dân số năm 2004. Cư dân của nó chủ yếu là người Hồi giáo Sunni.